# 桃源街道 (深圳市)
桃源街道是中国广东省深圳市南山区下辖的一个街道，位于南山区东北部，2002年6月17日成立，名称取自街道内主要住宅小区——桃源村。辖区总面积36.44平方公里，下辖10个社区，总人口近20万，其中户籍人口4万多，外来人口约15万。
深圳大学城位于此街道，有清华大学深圳研究生院、北京大学深圳研究生院、哈尔滨工业大学（深圳）、南方科技大学和深圳大学等高校。

## 概況
桃源街道原本是西麗街道一部分，2002年6月17日由市政府一分為二，把西麗街道東面部份獨立出「桃源街道」。
桃源街道北面主要是郊野地區（不包括前塘朗山石礦場），在南面近北環大道則是純住宅區，配以少量汽車批發市場。

## 行政区划
桃源街道下辖以下地区：
龙光社区、珠光社区、塘朗社区、福光社区、长源社区、龙联社区、龙辉社区、平山社区、大学城社区、龙珠社区、峰景社区和桃源社区。